# Кло, Антуан-Бартелеми
Антуан-Бартелеми Кло (Кло-бей; Клот-Бей; Клот-Бэй; фр. Antoine-Barthélemy Clot-Bey; 7 ноября 1793, Гренобль, — 28 августа 1868, Марсель) — французский врач, организовавший врачебное дело в Египте. 

## Биография
А.-Б. Кло был членом-корреспондентом Петербургской академии наук. В 1822 году поступил на службу к Мехмеду-Али и основал около Каира медицинскую школу с больницей, а позже фармацевтическую, ветеринарную и повивальную школы. В 1836 году Кло был назначен главным военным врачом и начальником всех медицинских учреждений в Египте.
Улица в Каире, соединяющая Железнодорожный вокзал со станцией метро Атаба (англ.  Ataba) и одноимённой площадью, названа Клот-Бей (англ. Clot Bey Street) в честь Антуана-Бартелеми Кло.

## Награды
- Орден Святого Станислава 1-й степени (29 октября 1844, Российская империя)[5]
- Орден Почётного легиона офицерский крест
- Орден Почётного легиона командорский крест (3 сентября 1851, Вторая Французская республика)
- Константиновский орден Святого Георгия большой крест
- Орден Святого Григория Великого кавалерский крест (Папская область)
- Орден Изабеллы Католической командорский крест 1-го класса (королевство Испания)

## Научные работы
Медицинские
- «Relation des epidémies de choleramorbus qui ont régné en Egypte» (1832);
- «De la peste observée en Egypte» (1840);
- «Coup d’oeil sur la peste et les quarantaines» (1851);
- «De l’ophtalmie, du trichiasis, de l’entropion et de la cataracte observés en Egypte» (1864);
- «Derniers mots sur la noncontagion de la peste».

Исторические
- «Aperçu général sur l’Egypte» (1840); в русском переводе А. Краевского «Египет в прежнем и нынешнем своем состоянии» (СПб.; 1843; часть I Архивная копия от 5 марта 2016 на Wayback Machine; часть II Архивная копия от 5 марта 2016 на Wayback Machine);
- «Méhémet-Ali, vice roi d’Egypte» (1862).

## Портреты
- Портрет работы неизвестного художника, после 1851 г.
- Портрет работы неизвестного художника, 1868 г.